# آرثر بيل (مجدف)
آرثر بيل هو مجدف كندي، ولد في 20 فبراير 1899 في تورونتو في كندا، وتوفي بنفس المكان في 23 فبراير 1963.

## وصلات خارجية
- آرثر بيل على موقع الاتحاد الدولي للتجديف (الإنجليزية)
- آرثر بيل على موقع اللجنة الأولمبية الدولية (الإنجليزية)
- آرثر بيل على موقع أوليمبيديا (الإنجليزية)